# Tomàs Costa i Figueres
Tomàs Costa i Figueres (ca. 1780 - 1848) fou un guerriller absolutista català. Participà a la Guerra del Francès i en els aixecaments absolutistes de principis del segle xix.